# وین، ویتنام
وین (به لاتین: Vinh) یک شهر در ویتنام است که در استان نه آن واقع شده‌است.

## خصوصیات
وین ۱۰۵ کیلومترمربع مساحت و ۳۰۳٬۷۱۴ نفر جمعیت دارد.